# 森林墓地
森林墓地（しんりんぼち）は、イギリス、スウェーデン、ドイツなどにみられる森林空間に整備された墓地。自然の中での埋葬を実現するという点で樹木葬墓地と目的が共通するが、施設整備という点で両者は区別されることがある。なお、日本の「霊園」は欧米の森林墓地を参考に東京都が整備した墓地に初めて使用した呼称とされる。

## ドイツ
ドイツでは18世紀から19世紀にかけて人口の急増や世俗化、衛生上の問題などから、多くの都市で中世教会広場が閉鎖され、行政が郊外で墓地を管理するようになった。1850年頃には墓地の設計にガーデンデザインやランドスケープデザインの要素が加わり数多くの「公園墓地」が発生した。さらに産業革命後の1900年頃には工業社会への批判や自然回帰運動などが起こり、これを背景に1907年にミュンヘン森林墓地がオープンした。この墓地は森林内に計画的に配置された墓地で、墓石のサイズや形状、加工に関する規則があり、墓地形態は厳しく制限されていたが、この事例を見本に森の墓地と墓碑の形状を統一する規則がドイツ全土に普及した。
なお、墓碑代わりになる木のもとに土に還る天然素材の骨壺に焼骨を入れて埋蔵するタイプの樹木葬墓地は、2001年にヘッセン州カッセル郡のラインハルトの森に設けられたものが第一号とされる。

## スウェーデン
ストックホルム市の森林墓地は特定の雑木林エリアにあり、森林墓地には骨壺が埋葬されているが、地上に十字架や墓石はない。スコスキコガーデン（スコーグスシュルコゴーデン）の墓地は1994年にユネスコの世界遺産に登録されている。